# スズキ・アドレス
アドレス（英：Address）とは、スズキが製造販売しているスクータータイプのオートバイである。排気量やエンジン型式ごとに様々なモデルが存在する。

## 車名の由来
車名であるAddressの由来は、「加える」という意味のaddと「衣装」という意味のdressを併せた造語。「メットインスクーター」が画期的であった1980年代中頃に登場したモデルであり、パーソナルスペースに衣装を入れていろんな場所で自分自身を演出できることから、この名前がつけられた。

## モデル一覧

### Address50/V50

#### 2ストロークモデル
Address50（AD50）は1987年11月に発売された。2ストロークエンジン50ccスクーターの上級モデルとして位置付けされ、スズキとしては初めてシート下にヘルメット収納スペースを持つスクーターであった。標準価格は139,000円。CMキャラクターには本木雅弘が起用された。
1988年4月にはフロントディスクブレーキを装備し、最大出力をアップしたスポーツ仕様であるAddress Tune（アドレス チューン）も発売された。
1990年にフルモデルチェンジを行いAddressV（AG50M/N）と車名を変え、これも1991年にはセピアZZのようにスポーツ仕様かつ後のV100と同様の外装のAddressV Tune(AG50TM/AG50TN)を発売している。標準仕様の四輪自動車のような開閉式の給油口に加え、リアスポイラーや、サイドのエアダクト、ディスクブレーキなどが特徴的である。給油口の位置によりリアスポイラーの一部が給油時に分離する。キャッチコピーは｢FULL TIME NETWORK｣(フル タイム ネットワーク)であり、車体のロゴテープにも下部に記載されている。だが、やがて排気量の数字を入れたAddressV50(AG50-T)の名前でVチューン仕様に一本化されて販売されるようになった(そのため、後期型は標準でディスクブレーキ仕様)。そのことや、セピアZZに販売台数を引っ張られたこともあり、誤った認識をする人がいるほか、インターネットでの検索結果からもアドレスチューンと間違えられることが多い。ではアドレスVの名前で記載されているためV50やVチューンの名前が記載されていない。
1998年に新設計のフレームを採用したAddress（UG50）を発売。総合的な性能向上を図った新型フレームと12インチホイール、上位クラスを思わせる外観と積載性能が特徴であり、セピアなどとは違う方向性のモデルであった。当時の最新型としてフレームを共用する110版と同時発売されたが、既存モデルから20kg以上も増えた車両重量と、50ccスクーターとしては破格の販売価格（税込実売価格20万円前後）がネックとなり、発売からわずか2年ほどでカタログから姿を消した。

#### 4ストロークモデル
2006年3月にAddressV50の車名を復活させてフルモデルチェンジを行った。このモデルはAddressV125譲りの軽量構造車体に、レッツ4のエンジンを発展させたフューエルインジェクション、4ストロークエンジンを搭載しており、当初は上級装備車として盗難抑止アラームを搭載したAddressV50Gも発売されていた。
燃費のメーカー公表値（30km/h定地燃費）は76.0km/Lであるが、実際には一般的な街乗りの場合でおおむね40km/L程度とされる。当初のエンジン馬力出力は5.2psで、2007年9月の排ガス規制後における原付としての最高馬力を有する車種となっていたが、2010年のマイナーチェンジで4.5psにデチューンされた。
発売当初のテレビCMや店頭等身大ポップにはアイドルの松浦亜弥を起用していた。松浦亜弥の起用はレッツ4に続き2回目。
2015年5月7日から2015年モデルが発売された。このモデルから先にモデルチェンジされたレッツ同様のSEPエンジンとなり、出力も同様になる。車体その他は先代のデザインを受け継ぐ。
2017年9月27日からエンジンセッティング変更などのマイナーチェンジが行われる。これは同月1日から平成28年自動車排出ガス規制の対象となったため、規制に適合させたものである。

### AddressV100
AddressV100は1991年に発売された。車体の設計はAddressV Tuneをベースとして、販売価格を19万9,900円に設定、当時は他社同型より性能が上だった2ストローク100ccのエンジンの瞬発力、原付一種並の小型で軽量な車体による取り回しや、駐輪スペースを取らないなど、都市近郊における通勤用途としてV50以上に活躍するヒット車となった。
その後は、集中キーシリンダーの採用、コンビニフック、センタースタンドロック機構、エンジン廻りの改良、不評だった発進直後の加速の鈍さをクラッチ変更で改良。この改良型クラッチはハイマウントストップランプを加えた上級モデルAddressV100タイプSに装備されて発売され、その後の全モデルに標準化されることとなる。
マフラーの改良などの数々の変更を重ね、他社に対抗するためAddress110を販売したり、数年に一度はV100の特別仕様車を販売したりしたものの、モデルチェンジは行われなかった。ただし、型式としてBD-CE11AとBD-CE13Aの二つがあり、一部の部品には互換性がない。
発売当時の外装や装備を保っただけでなく、当初の19万9,900円という販売価格のまま10年以上も販売し続けるという、日本のスクーターとしては例を見ない車両であったが、環境規制により2ストロークエンジンの使用が難しくなったため、後継車種のAddressV125に引き継がれることになり、2005年5月で最終型「BD-CE13A型」の生産を終了。6月末にメーカーラインアップから外され、14年間の歴史に幕を下ろした。
なおAddressV100は生産終了までの14年間での累計国内販売台数は21万台で、いわゆる「二種スク」（原付二種スクーター）というジャンルを確固たる地位に築き上げた。

### Address110

#### 2ストロークモデル
Address110（UG110/UG110S）は1998年に発売された2サイクルエンジン搭載のスクーター。アドレスシリーズ（V100）の次世代を担うスズキの新型スクーターとして市場に投入された。1998年当時のカタログや誌面公告では「アドレスを超えるのは、アドレス。」「オールニュー・アドレス」（共にスズキ二輪から）とうたわれた。
上述の通りアドレス110は鳴り物入りでデビューしたが、反面、その販売実績は当初から芳しいものではなかった。特徴的すぎる外観・大柄で重い車体・乗降に不便な山なり形状のフロアステップ等、本来は日用品として親しまれなければならないスクーター要素のことごとくが一般の購買層、特に女性からは不評であり、何よりも価格面においては既存のV100に対し圧倒的に不利な点（在庫処分セールなどの特異な状況によっては両者の乗り出し価格差が10万円近い物件も存在した）は致命的であった。この現実を踏まえスズキが発売当初から確立していたV100との併売体勢は、結果として互いの最終生産車が発表される2003年度まで続く事となる。

##### 車両解説
特徴は、高剛性の新設計フレームと高性能な前後オイルダンパー式サスペンションに12インチホイール、上位クラスを思わせる外観と積載性能、そして高出力を誇る排気量113ccの新設計2ストロークエンジン。特にエンジンは原付二種のスクーターとして当時随一の動力性能を誇るものであり、メーカー出荷状態で100km/hを超えるトップスピードは後年まで原付2種クラス最高レベルと評された。内外含め前述のオールニュー・アドレスという文言を体現するかのように一見してV100との共有部分は見られず、メーカーはそれらを「独創」「先進」「上質」「熟成」「革新」（全てUG110W/SWメーカーカタログから引用）という言葉で積極的にアピールしていた。デザイン面ではフロントカバー先端に設置されたヘッドランプや中央部が山なりに盛り上がったインナーカバー、左右中央部から後方へと絞り込まれたステップ（スズキ特許）など同時期にデビューした同社の初代スカイウェイブ（CJ41）と似通った意匠が与えられており、1998年当時の国内向け原付2種スクーターにおいてイレギュラーなものであったフロントカバーとライト周辺のそれは、否が応でもアドレス110である事を印象付けた。

##### 歴史
以下にアドレス110の登場からマイナーチェンジを経て生産が終了するまでの歩みをまとめる。なおメーカー希望小売価格の表記は全て一部地域を除いた基本設定であり消費税は含まれていない。
- UG110W/SW

1998年4月24日発売。メーカー希望小売価格は239,000円。デビュー当初は女性や一般の層から不評を買った車体ではあったが、その性能や装備の面には確かなものがあり実用性志向の購入者を中心に高い評価を得る機会が少なくなかった。駆動系装置の一部に想定外の動作があり一般の購入者や販売店から問い合わせが発生。その他にも燃料ポンプやリアキャリアなど各部の改善点が挙がり調整を要する事となる。
- UG110Y/SY

1999年3月21日発売。アルミキャストホイール仕様の登場により価格設定が変更。UG110Y のメーカー希望小売価格は250,000円。UG110SY キャストホイール仕様のメーカー希望小売価格は255,000円。ホイールの仕様追加の他にも、駆動変速装置を中心とした各部の改良により信頼性の向上が図られた。外装類への調整も施され、意匠や素材の変更が行われている。
- UG110SY　サマーバージョン

2000年7月1日発売。特別色。アルミキャストホイール仕様のみ。メーカー希望小売価格は255,000円。
- UG110SY

2000年12月20日発売。平成11年排気ガス規制対応モデル。アルミキャストホイール仕様のみ。メーカー希望小売価格255,000円。新たな排気ガス規制に対応するべくマイナーチェンジが施された。型式はSYのままだが触媒を内蔵した大型マフラーなどを新採用。猛烈な熱を発する新型マフラーは火傷などの事故防止のため側面カバーの材質変更と大型化が行われた。
この時のマイナーチェンジにあわせてUG110が生産中止。以降はUG110S（メーターバイザー・アルミキャストホイール仕様）のみの生産となる。
- UG110SK1

2001年6月1日発売。マイナーチェンジ。メーカー希望小売価格は255,000円。排ガス規制対応モデルとして装備の一部と外観の見直しが行われた。メインキーに装着される盗難抑止装置のキーシャッターが従来のスライド式から回転式のものへと変更され、操作性が向上している。アルミキャストホイールのカラーも変更され以降のモデルはホイールがシルバー塗装仕上げとなる。
- UG110SK3

2003年3月18日発売。平成13年騒音規制に適合するK3型を発表。駆動変速装置の発する騒音を抑制する目的でクランクケースカバーを覆う樹脂カバーが増設され、静粛性が向上されている。このK3型にのみフロントカバー中央部にスズキのSマークステッカーが貼付されており、外観上の特徴にもなっている。既存のシルバーとブルーに加え新色としてグラススプラッシュホワイトが追加されたが、このカラーは500台限定となっている。
- UG110S製造中止

2003年、当初から併売が続いていた同社のアドレスV100と共に生産中止が決定。皮肉にも超えるべき存在であったVシリーズの後継となるV125に後を譲るかたちでカタログから姿を消す事となった。

#### 4ストロークモデル
2014年のインターモトにおいて欧州仕様の Address が発表され、2015年3月19日からアドレス110（UK110L5）として日本仕様も発売された。
このモデルはアンダーボーンのフレームと14インチの前後ホイールという、今までの日本向けアドレスとは異なるデザインになっており、97kgの車体に112ccのSEP（SUZUKI ECO PERFORMANCE）エンジンとVベルト式オートマチックを組み合わせている。
なおアドレス110は日本仕様を含む全ての車両をインドネシアのP.T.スズキ・インドモービル・モーターで製造する。
2022年10月現在、日本国内では生産終了扱いとなっている。

### AddressV125
アドレスV125シリーズはV100のフルモデルチェンジにあたり、発売初年だけで3万台以上の販売台数を記録し、原付二種だけでなく自動二輪車全体でも近年にない大ヒット車両となり、V100からの原付二種スクーターにおけるスズキのビッグネームという地位を受け継いだ。かつてないコストパフォーマンスでユーザーを驚かせ、全ての面でV100を越えるということから、メーカーサイトでは通勤快速ならぬ通勤特急のキャッチコピーも見られた。
2009年にマイナーチェンジを受けるまでのアドレスV125シリーズの累計国内販売台数は、わずか3年半で13万台という日本の二輪史上においても有数の販売台数を達成し
、2012年6月には20万台を突破して発売から7年半でV100の記録に迫ったことになる。
なお日本向け車両は継続生産車への平成28年自動車排出ガス規制適用により2017年9月にメーカーからV125シリーズ全仕様の生産終了が発表された。

#### 2005年 - 2007年モデル
AddressV125は2005年2月に発売された。このモデルから4ストロークエンジンを導入することになったが、フューエルインジェクションを使用してV100を上回る動力性能（実際、各誌のテストでも250ccスクーターと同等の0m-50m加速やノーマル状態で100km/h以上の最高速度を記録している）、燃費の向上を図り、乾燥重量を85kgとV100と同じに抑え、125ccの国内史上最軽量車として取り回しを向上させ、製造は主要部品を国内で生産して車体組立などは日本国外で行うという生産方法を取り、V100と同じ販売価格である19万9,900円に設定した。
また、別途オプションであるフロントインナーポケットや、サイドスタンド、リアキャリア、携帯電話等の充電可能になるDCソケット、盗難抑止アラームを標準装備した2万円高の上級モデルAddressV125Gも併せて発売された。
2005年6月から始まった普通自動二輪車小型オートマチック限定免許用の教習車仕様も製造されており、全国の自動車教習所や運転免許試験場などで採用しているところも多い。
しかし発売から
- 「前輪ブレーキ用のマスターシリンダにおいて、セカンダリピストンシールの組み付けが不適切（制動系）」
- 「発電機において、ステータリード線の配索が不適切、リード線が断線し、前照灯及び尾灯が不灯となる、または原動機が停止し再始動できなくなるおそれ（電装系）」
- 「燃料タンクキャップと給油口の寸法が不適切（燃料系）」
- 「ブレーキスタートリレーとサイドスタンドリレーの接点圧が不適切（電装系）」。
- 「アイドリング回転時の空気量を制御するFIコントロールユニット（エンジン制御コンピュータ）のプログラムの設定値が不適切」
- 「アイドリング回転時の空気量を制御しているソレノイドにおいて、FIコントロールユニット」（共にインジェクション異常）
- 「燃料ホースの製造工程において、異材料が混入したものがあるため、ホース表面に亀裂が発生する（燃料系）」
- 「ブレーキスタートリレーとサイドスタンドリレーにおいて、製造時の接点圧の管理が不適切なため、接点圧の低いものがある。そのため、走行中の振動等で接点が接触不良を起こし、エンジンが始動できない、又はエンジンが停止するおそれがある」

などと途切れることなくリコール・サービスキャンペーン・改善対策などが告知されており、同クラススクーターでは突出してリコールが多い車両となっているので、中古車の購入時にはリコール対策が行われたか確認に注意が必要となっている。
2006年3月からは生産が全面的に台湾の合弁会社である台鈴工業へ移管され、日本に正規輸入する形で販売されることが公表された。また、この頃から各都道府県警察の交番や派出所へ、白バイならぬ白スクーターとして配備されるようになった。
2008年1月31日から、アドレスV125Gリミテッドが2,500台限定で発売。グリップヒーターと専用設計のナックルバイザーを装備しており、寒い時期に特化した仕様となっていた。

#### 2009年モデル
2008年12月8日にV125Gがマイナーチェンジして発売された。平成19年度国内新排出ガス基準に対応させ、メーターやキーシャッターやボディカラーが変更された。しかし価格は税込みで2万7,300円の上昇となり、カタログ上での馬力、トルク、燃費が全てダウンした。同時に、V125Gリミテッドもマイナーチェンジを受け、シートヒーターを追加装備して2,500台限定で発売された。
マイナーチェンジ前の燃費のメーカー公表値（60km/h定地燃費）は56.0km/Lであったが、実際には、一般的な街乗りの場合でおおむね35km〜40km/L程度が多く、季節によって燃費の変化が激しい面があったが、2009年モデルからは季節による影響は抑えられている。また航続距離は約200kmとなっている。
このマイナーチェンジに伴いV125のノーマル仕様が一旦販売終了となったが、2010年1月15日から G と同じフロントポケットとリアキャリアを装備して販売が再開された。ただし G 仕様はV125Sへのモデルチェンジにより生産を終了している。

### AddressV125S
アドレスV125Sは2010年8月6日に発売された。バリエーションは2種類が設定されており、標準仕様のアドレスV125S（UZ125SL0）と、盗難抑止アラームおよび一部装飾の省略に方向指示器の仕様を一般的なものとし価格を1万円ほど抑えたアドレスV125Sベーシック（UZ125SUL0）が同時発売されている。
V125Sは、当初からスズキ販売店に「アドレスV125（UZ125K9）の後継車両（新モデル）」として案内された経緯があるが、実際には2010年度の発売から現在に至りV125との併売体勢が保たれている。これは近年の同社スクーターとしては新発売当初のレッツ5とレッツ4、およびアドレスシリーズにおいてはアドレス110とアドレスV100及びアドレスV100TypeSの際にも見られた体勢であり、「新型の登場が旧型の廃番に必ずしも直結するとは限らない」というスズキ二輪特有の姿勢とも言える。
車体を構成する要素の大部分とエンジン性能などはV125の2009年モデルを踏襲したものとなっているが、外装および装備を大幅に変更しており、特に車体のデザイン面においては、よりエッジとボリュームが強調されたものとなっている。
装備面では、速度計の取り出し及びオドメーターがケーブル式から電子式へと変更となり、あわせてメーターパネルの機能も燃料計/時計/走行距離数/オイル交換推奨時期などを液晶表示する多機能なものへと刷新されている。不評のあったコンビニフックは廃止され、替わりにV50や海外モデルGSR125などで長年使用されている“かばんホルダー”へと変更。その他、トルクリミッター式燃料タンクキャップ、左右2箇所のヘルメットホルダー、燃料タンクの増量（0.3L）などの採用により使い勝手が大幅に向上している。先代のGに標準装備されていたシガーソケットは省略されたが、オプションのツインシガーソケットにて対応している。
性能面では、事実上の前身となったUZ125K9での不評の根源でもある発進加速と中間加速の鈍さが若干ながら改善されている。これはフューエルインジェクションとマフラーの仕様変更によるもので、特に後者は形状の変更ばかりが取り上げられているが、実際には内部構造および触媒にも変更が施されている。排気構造変更の恩恵は排気音の抑制にも貢献しており、UZ125シリーズ特有であったエンジンブレーキ時の「ドルルルル」という野太い鳴動は、SL0とSUL0で影を潜めている。
機能面では、フロントインナーラックが先代よりも薄い形状となり、あわせてシートのサドルの造形も変更されている。これは乗車時におけるヒザ周りのスペースを確保する事が目的であり、両者の寸法見直しの結果、足元の空間は既存モデルから約55mmの延長となり、よりスペースを広める事に成功している（シート先端部からインナーラック中央部までの距離はメーカー公表値で250mm）。インナーラックの形状変更に関しては発表の段階から容量減少による収納力の低下も危惧されたが、ラック中央部が絞り込まれた新しい造形は結果として功を奏し「ポケット左側は500mlのペットボトルが収まりやすくなった」と新たな評価を受ける事となった。なおサドル形状の変更に際し若干ながら足つき性も変化している。
2011年10月28日には冬季仕様となるアドレスV125Sリミテッドが発売された。これに伴い、それまで販売が継続されていた V125Gリミテッド の販売は2009年仕様（UZ125ZK9）を最後に生産終了となり、後にV125Sベーシック仕様も生産終了となった。
2013年3月にはアルミタンデムステップを装備し、リアキャリアをスポイラーに換装した上級仕様となるアドレスV125SSが発売された。

### Address125
V125シリーズの生産終了を受け、中国の現地法人である済南軽騎鈴木摩托車有限公司が生産している優友（簡体字: 优友、UU125i）が日本向けに正規輸入され、2017年9月29日からアドレス125として発売した。
車体はV125シリーズから刷新され、収納スペースの拡大や前輪の12インチ化により、大きさや重量が若干増加したが、エンジンは110同様のSEPエンジンを搭載したことにより燃費を向上させている。車両価格はV125の発売当初に近い20万円程に設定された。2019年モデルからは、カラーなどが変更されている（価格は変わらず）。
2021年9月22日にスウィッシュと共に生産終了。
その後、2022年10月に新型が国内にも導入されることになった。

### 日本国外での販売モデル
アドレスV100は日本国内での新車販売が終了した後も、中華圏では台鈴工業（台湾スズキ）により、V100をベースにフロントブレーキをディスク式からドラム式に変更し、フロントフェンダーを一体型から別体型とした 金贏家100（繁体字: 金贏家100、AG100KUA） という車両が販売されていた。
アドレス110には、同型の輸出モデル UG110 HOKUTO が存在していた。外観上の大きな差異は販売国の基準に合わせて造形された前後のターンシグナルの別体化。その他、主な販売先である欧州諸国の気候と需要にあわせてウインドシールドモデルのみを設定した点と全モデルを通し2トーンカラーのみが販売された点が日本と大きく異なる（アドレス110に2トーンカラー設定は存在しない）。環境問題に厳しいヨーロッパでの運用を主としたHOKUTO 110はアドレス110よりも時代に先駆けており、後年発売のUG110SY後期/SK1/SK3（アドレス110の排気ガス規制対応モデル）よりもいち早く環境規制に対応した部品（エアクリーナー周辺およびマフラーなど）が搭載されていた。
2006年にアドレスV125の生産が台鈴工業に移管されてからは、現地の台湾でも同車両が発売され大ヒットとなり、2010年現在も多くの派生車種が販売されるほどの人気を博している。また韓国でも同じ仕様の車両が発売されている。
2008年、台鈴機車（スズキ台湾）からAddress Z（UZ125X）発売。アドレスV125のバリエーションモデルで、クラス最高レベルの燃費と出力（63km/L 11.4ps 共に台鈴表記）を誇る高性能スクーターとしてデビュー。この頃には日本出身としての商品価値がより顕著と化しており、コマーシャルでは日本語のナレーションが採用された（この手法は前年GSR125から用いられている）。外観の特徴は、フロントボディカバーのデザイン変更。ターンシグナル位置の見直しにより装置一式がボディ前方下部へと移設された。この点は後年、アドレスV125S（TEKKEN125）に踏襲される事となる。
2010年10月、日本でのアドレスV125S（UZ125SL0/SUL0）の発売に次ぎ、台鈴機車（スズキ台湾）がUZ125DL2・TEKKEN125を発表。ヘッドライトを含むハンドルカバーの造形、躍動感あふれる車体のグラフィック、リアキャリアの代わりに標準で装備されるリアスポイラーなどといったスポーツモデルとしての意匠と現地基準の独立型方向指示器が日本国内向けのV125Sと大きく異なる。ヘッドライトのデザインは台鈴から販売される一連のモデル（GSR125、GSR NEX125、Address V125G、Address Z）に倣った形状で日本のそれとは一線を画す。
なお欧州ではアンダーボーンフレームの車両が販売されており、かつての東南アジア向け仕様と同一車種であったAddress125 と、2014年に発表された Address（日本仕様はアドレス110）が欧州仕様になっている。